# Shohei Ikeda
Shohei Ikeda (池田 昇平 Ikeda Shohei?), född 27 april 1981, är en japansk tidigare fotbollsspelare.
I juni 2001 blev han uttagen i Japans trupp till U20-världsmästerskapet 2001.